# Frösundavik

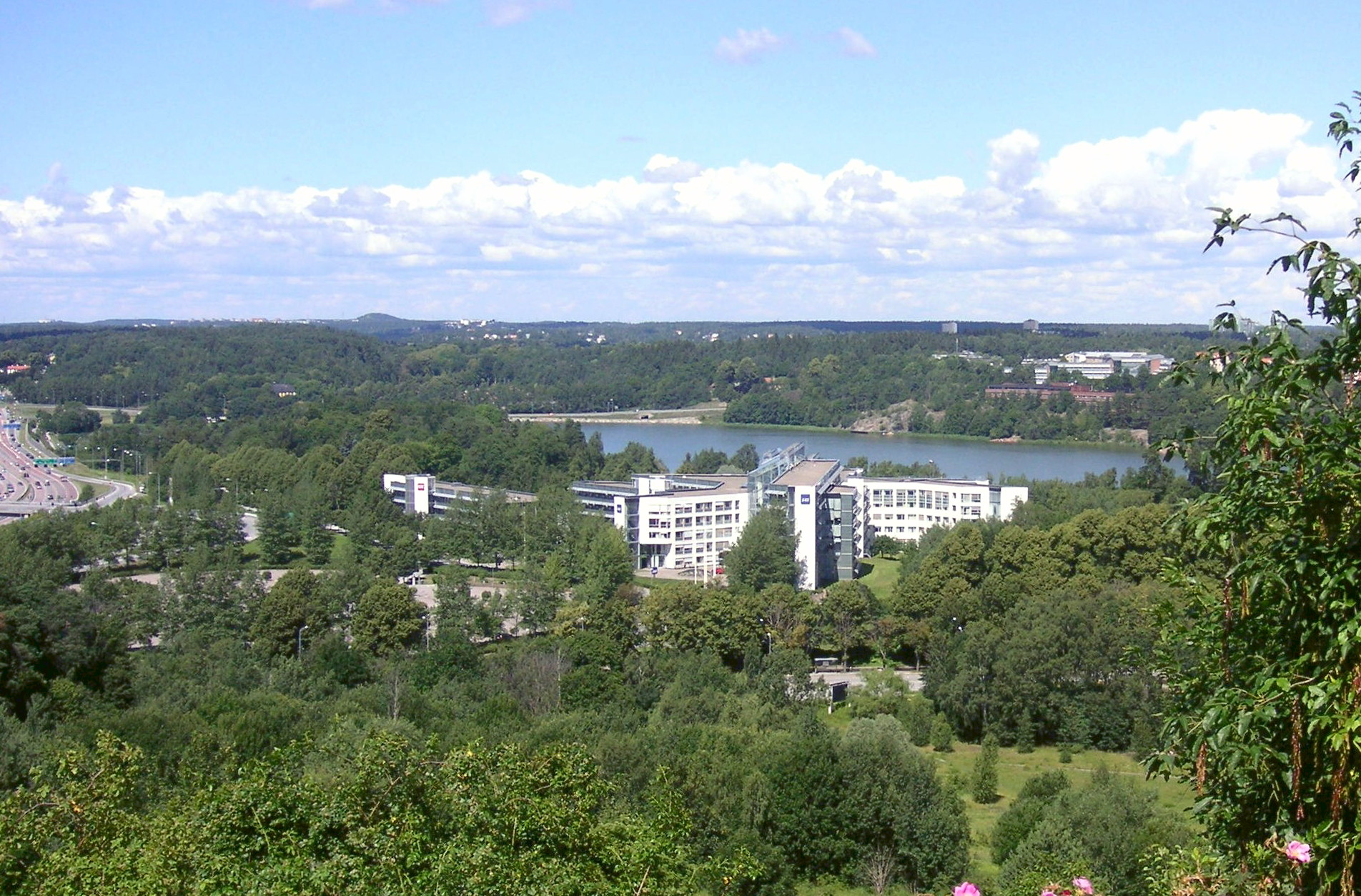
Frösundavik från Frösundatoppen. I bildmitt syns SAS koncernbyggnad och till höger skymtar Brunnsviken.

Frösundavik är ett område inom stadsdelen Haga, Solna kommun som begränsas i väst av Uppsalavägen (E4), i öst av Brunnsviken  och av Hagaparken i syd. Det är beläget inom Kungliga Nationalstadsparken.

## Historik

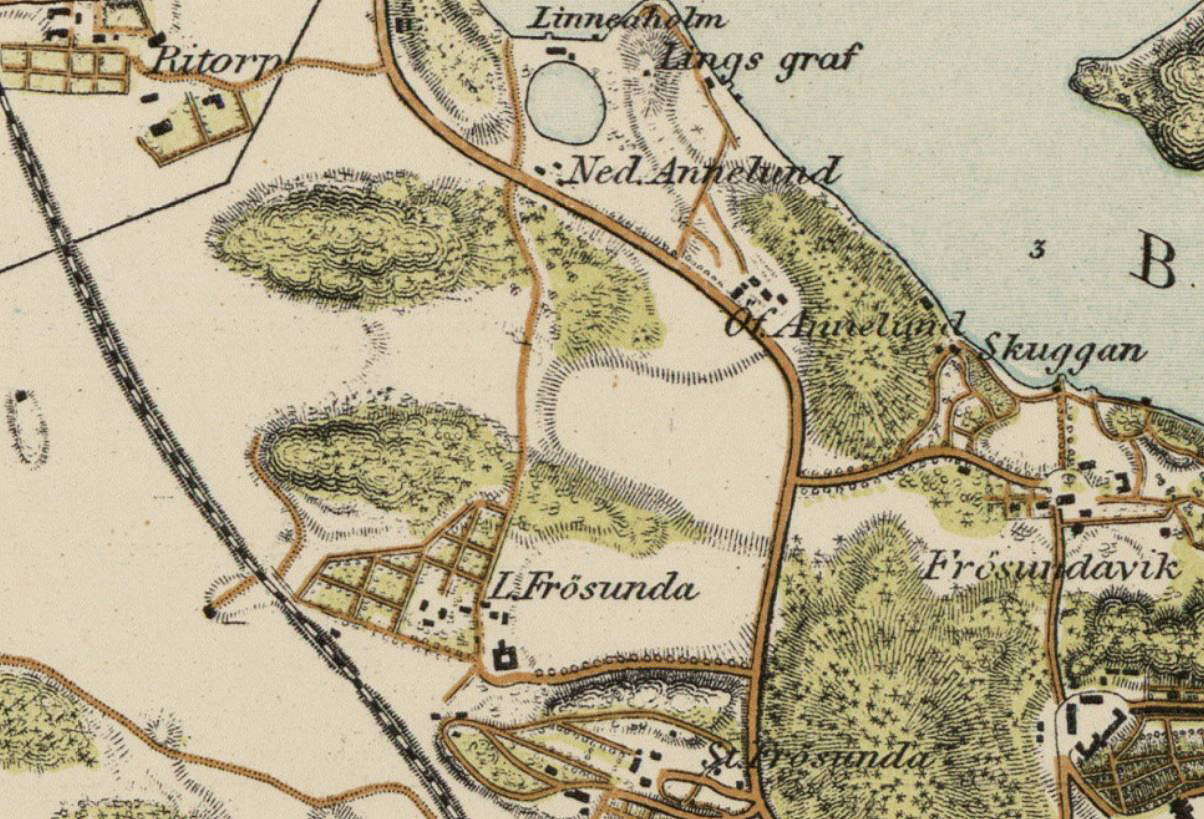
Stora Frösunda, Lilla Frösunda, Annelund och Frösundavik 1861.

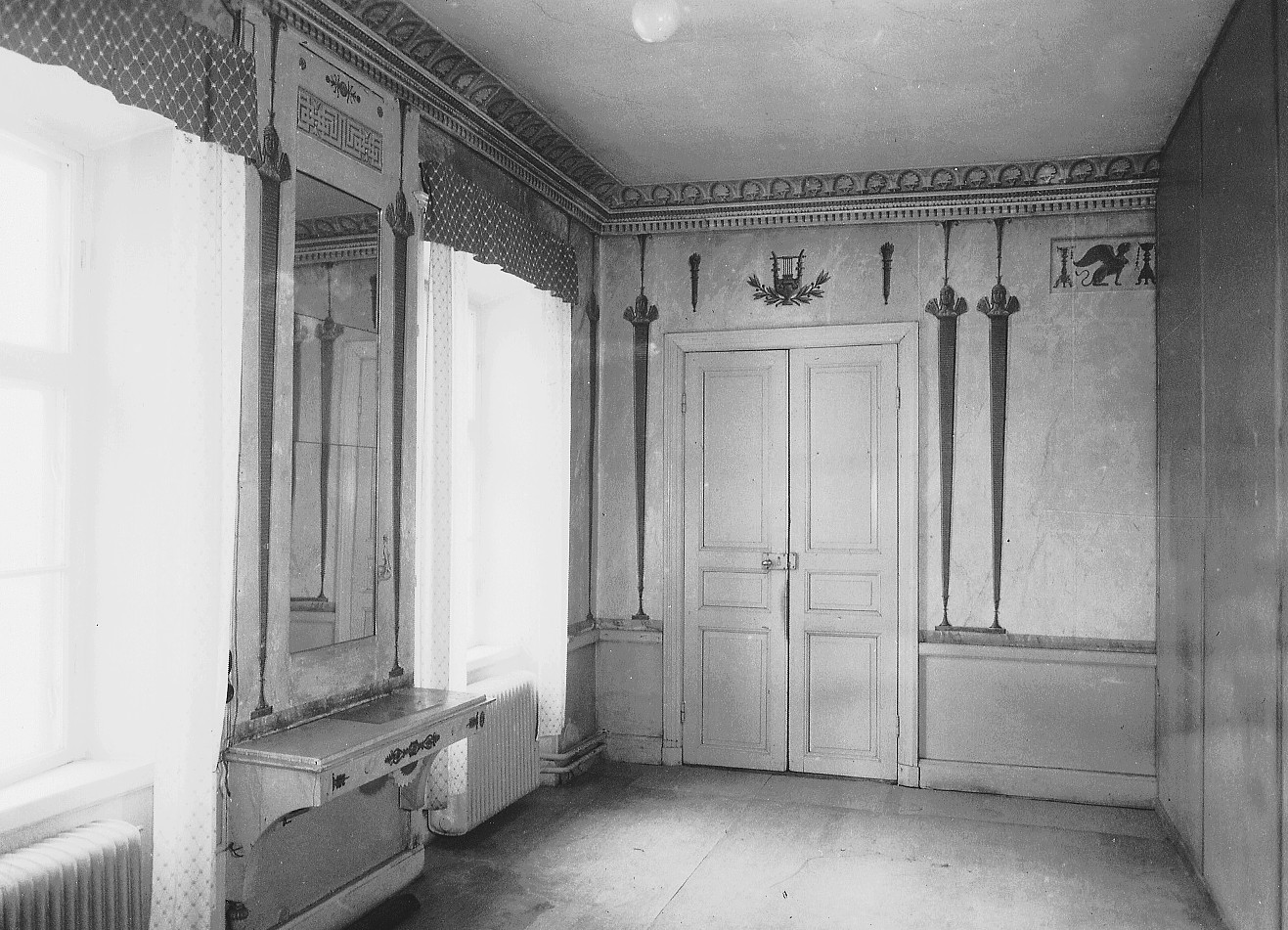
Frösundaviks interiör, 1954.

### Torpet Snåltäppan
Frösundavik var ursprungligen torpet Snåltäppan som lydde under Lilla Frösunda. 1789 disponerades stället av Carl Olbertz, en grosshandlare från Stockholm. Under honom förvandlades torpet till ett vackert sommarnöje vid namn  Frösundavik. Då bestod anläggningen av en huvudbyggnad med utsikt över Brunnsviken mot norr. I söder flankerades mangården av två mindre kvadratiska flyglar och vid infarten väster om flyglarna fanns en långsmal trädgård. Till stället hörde även en ladugård ”i någorlunda gott stånd”. 
Redan i början av 1800-talet ersattes bebyggelsen av en ny anläggning lite längre söderut. De båda flyglarna revs och ett nytt corps de logi i stram empirstil uppfördes. Stället friköptes 1809 av grosshandlaren Nils Setterwall. Det var troligen han som lät omgestalta huvudbyggnaden som då fick dagens utseende. Under 1800-talet blev Frösundavik till en länk i ”det muntra sällskapsliv”, som Stockholms borgare levde runt Brunnsviken. År 1876 förvärvades Frösundavik av fördelningsläkaren Edvard Petersson som blev egendomens sista privata ägare. Han lätt uppföra några sommarvillor på sina ägor och sålde gården 1903.

### Staten tar över
År 1917 köpte svenska staten området Frösundavik för att etablera en ny förläggning för Svea ingenjörregemente (Ing 1). Armén byggde åren 1922-1923 en stor militäranläggning med bland annat bataljonskasern, kanslihus, matsal, sjukhus, marketenteri, stallar och förråd. Arkitekt för anläggningen var Erik Josephson. Byggnaderna uppfördes i klassicistisk stil och var alla slätputsade i gulbrunt kulör med röda snickerier. År 1970 flyttade Svea Ingenjörregemente från "Frösunda östra" till Almnäs, Södertälje kommun, och därefter avvecklades successivt den militära verksamheten. Idag används Frösundaviks herrgård av Radisson SAS Royal Park Hotel för konferenser. Byggnaden är q-märkt i 2004 års detaljplan.
Nere vid Brunnsvikens strand finns en häll med Gustaf V:s namnteckning och datum 26 oktober 1923.

## Frösundavik i dag
År 1985 förvärvade Solna kommun Frösundaviksområdet av staten, därigenom gjordes området tillgängligt för allmänheten. Samma år köptes stora områden av SAS som uppförde sitt nya huvudkontor här (se SAS koncernbyggnad). De kvarvarande militärbyggnaderna bevarades och upprustades samt tillbyggdes. De rymmer numera bland annat huvudkontor för Procordia. De gamla kasernernas fasader är q-märkta.

## Bilder

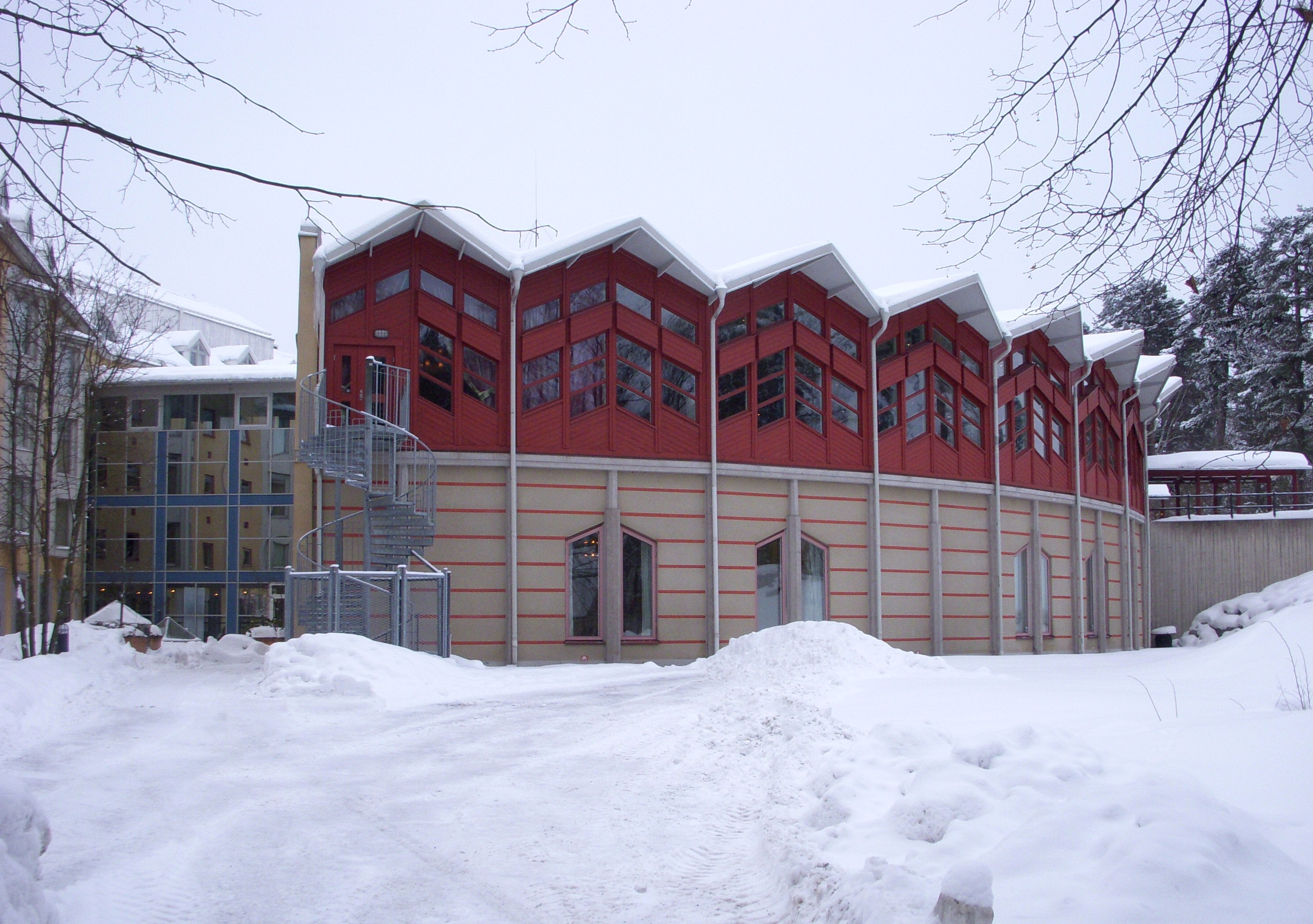
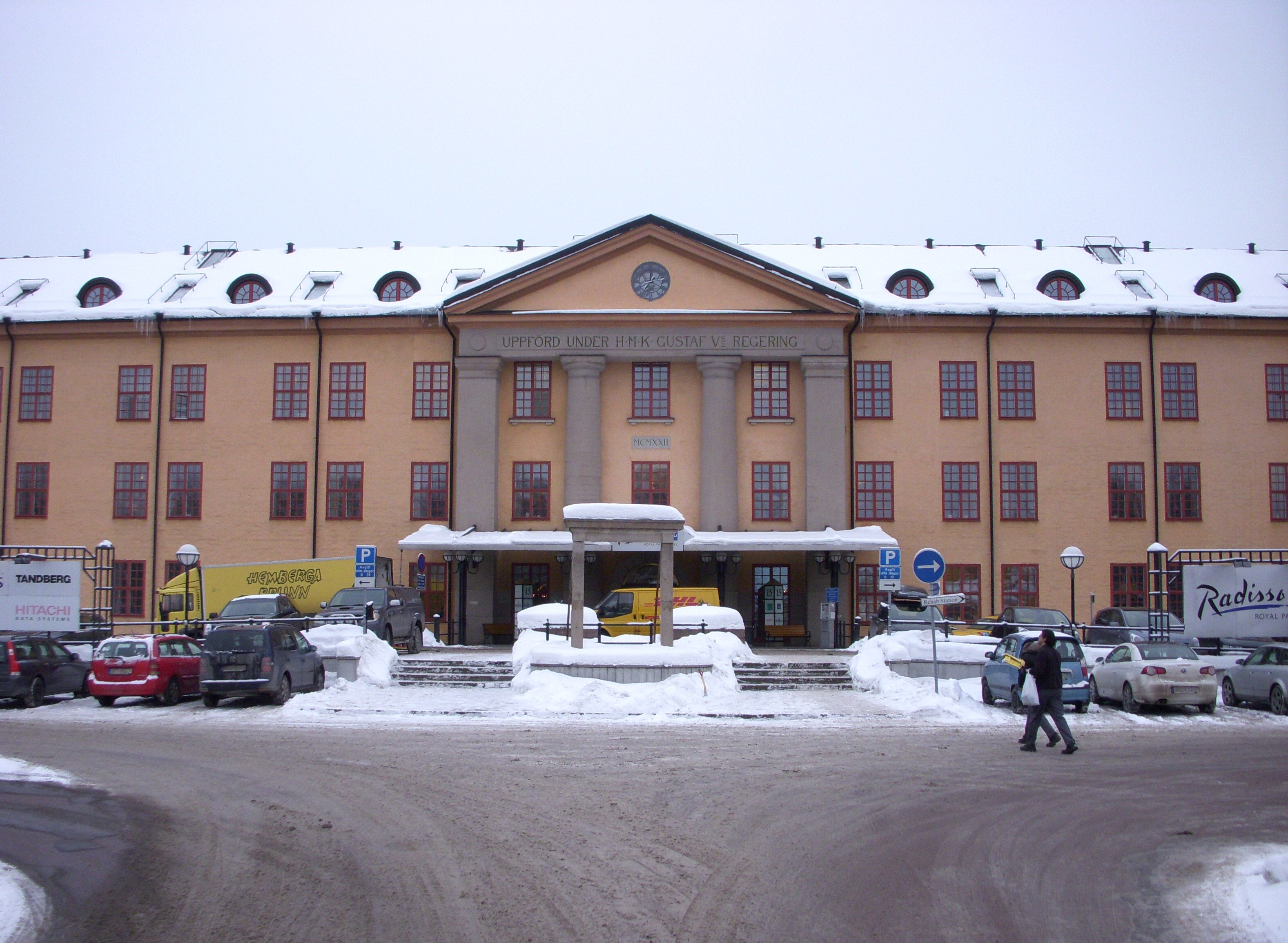
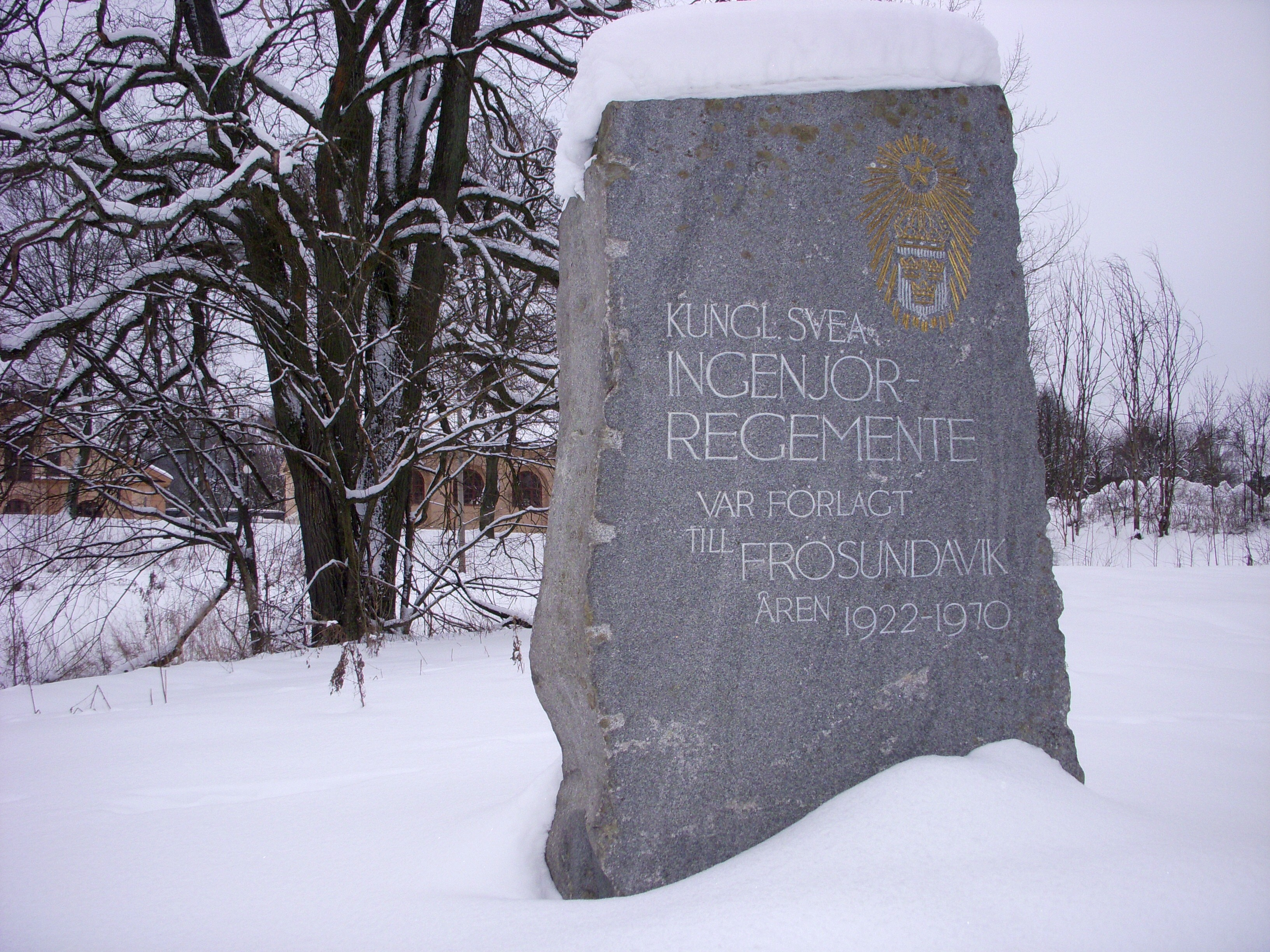
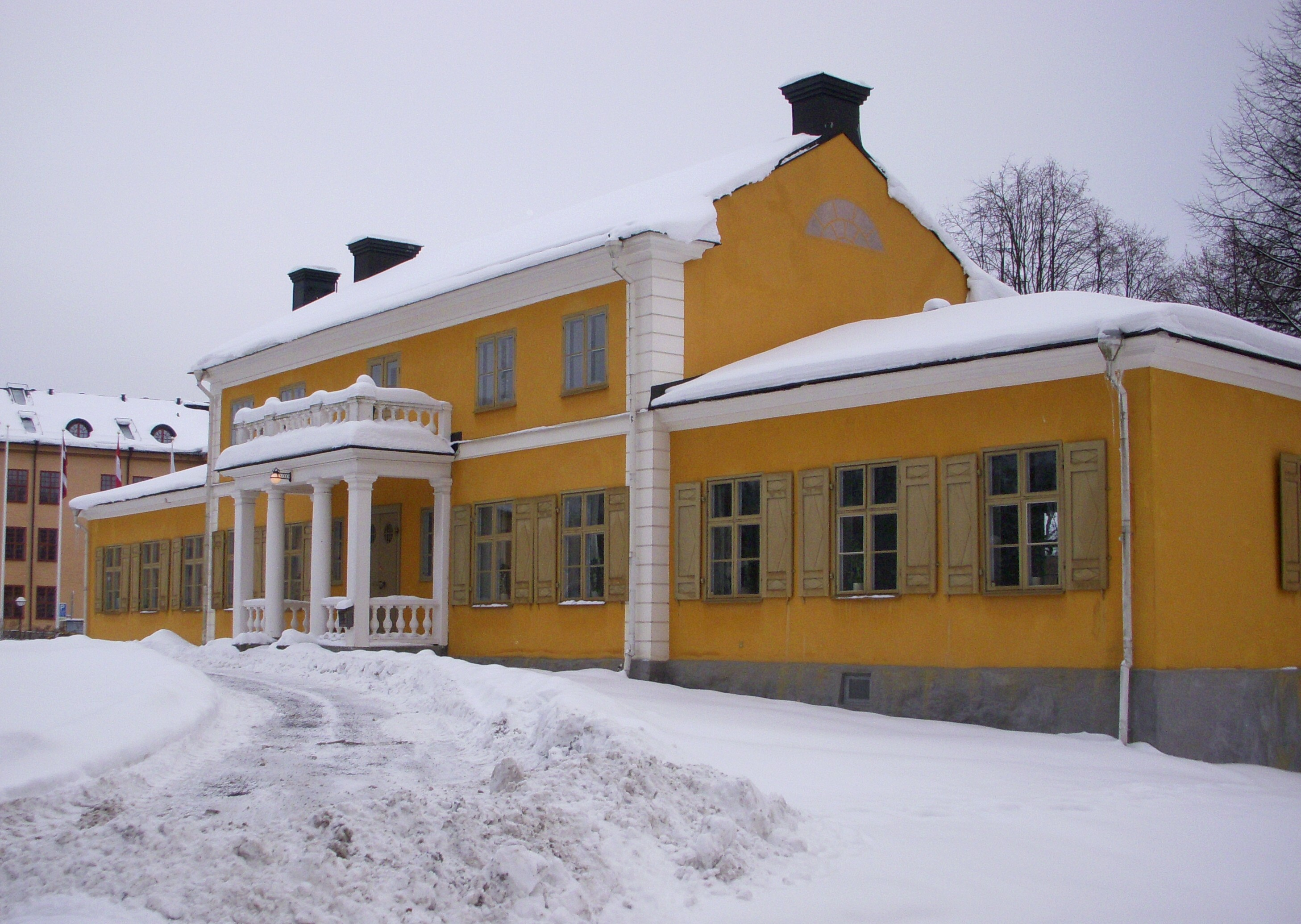